# Donzell de trinxant
El donzell de trinxant (Coenagrion scitulum) és una espècie d'odonat zigòpter de la família Coenagrionidae de coloració blava i negra. Es distribueix principalment per l'Europa central i del sud, l'Àfrica del nord, el sud-oest d'Àsia i l'Amèrica Central. És present a Catalunya.
Els adults viuen en rius, estanys i pantans d'aigües lentes amb abundant vegetació flotant on puguin pondre els ous. Volen d'abril fins a setembre, preferentment entre maig i agost. Espècie discreta poc coneguda en la seva biologia, escassa a Catalunya.

## Galeria

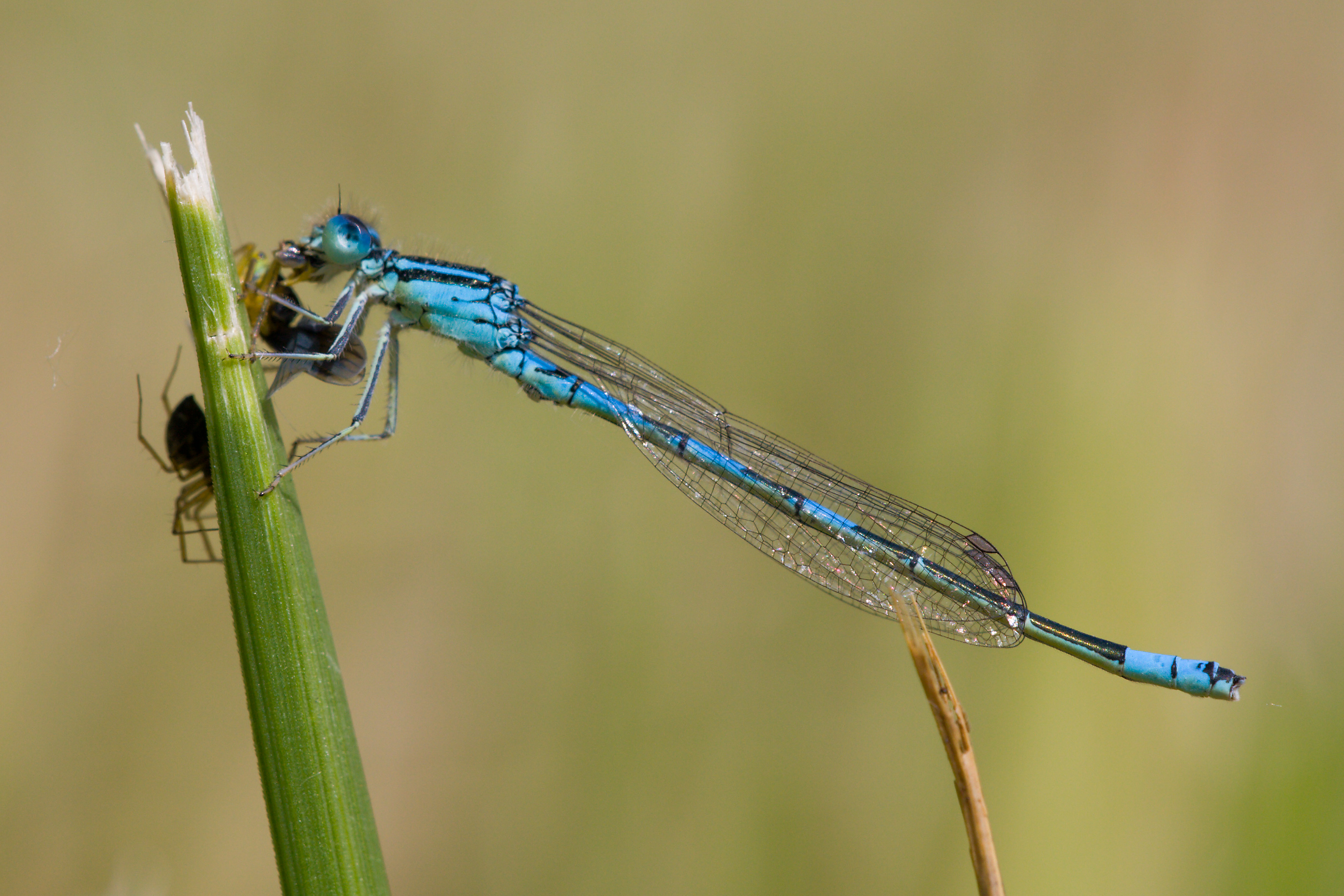
Coenagrion scitulum
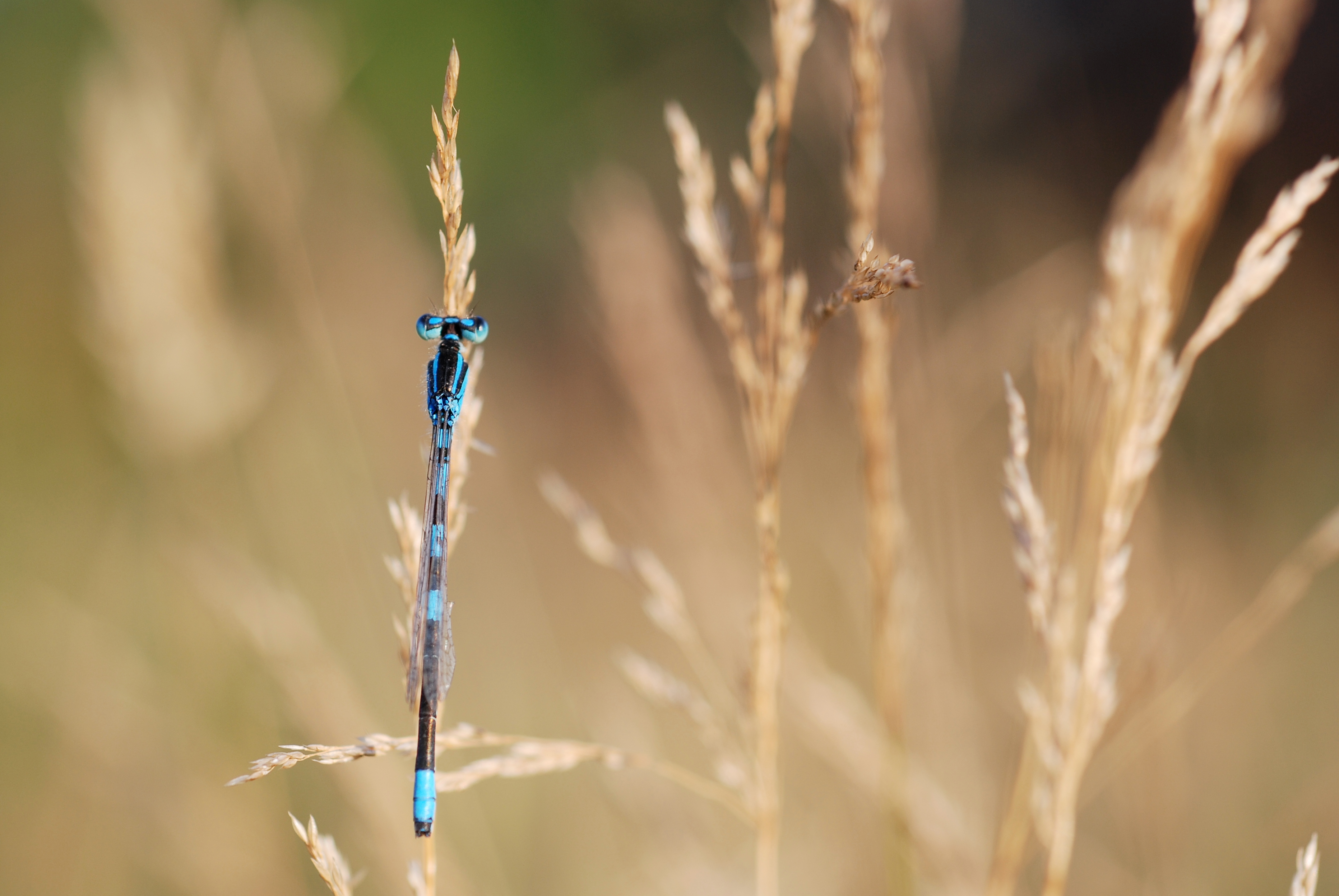
Coenagrion scitulum
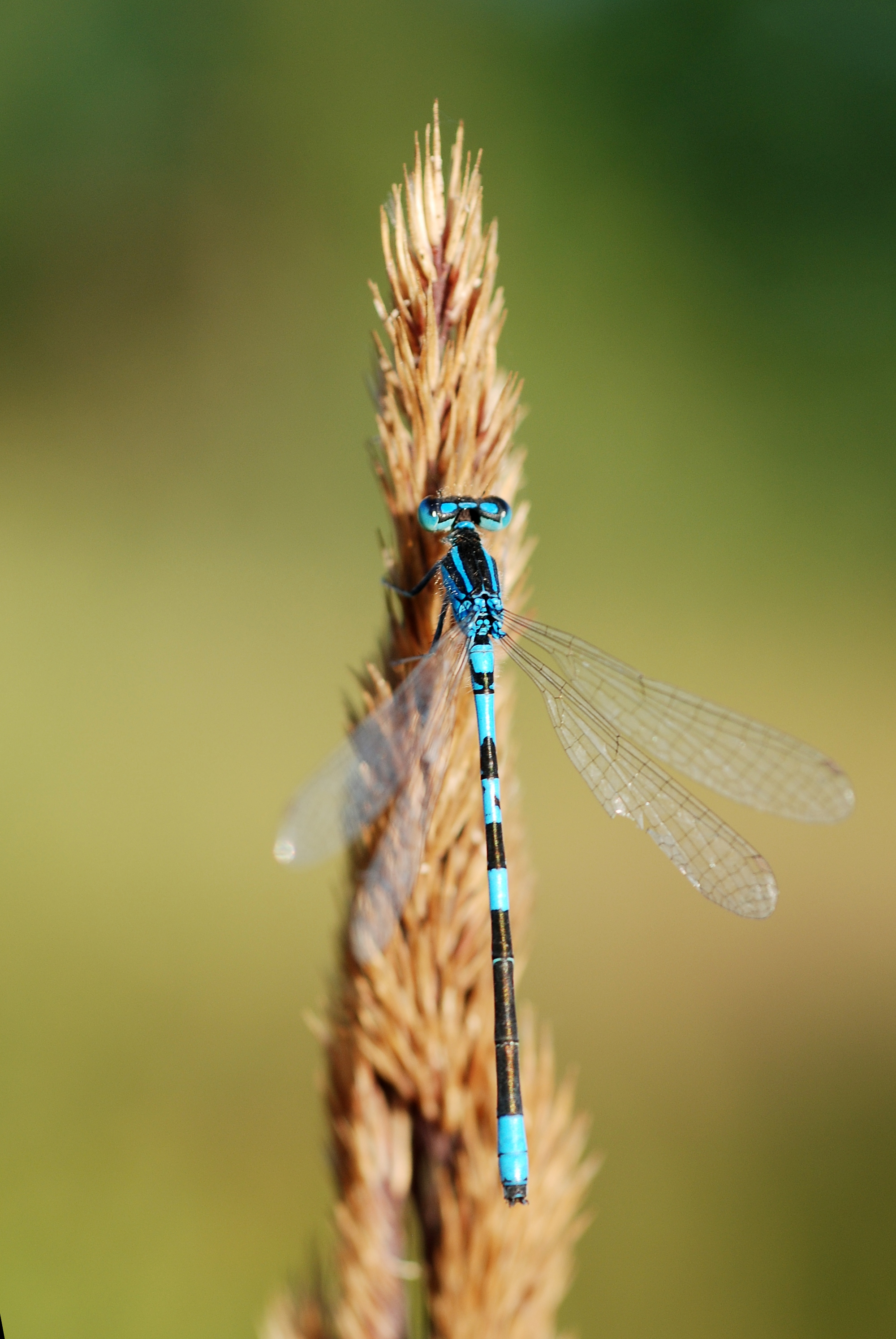
Coenagrion scitulum